# Zelig Eshhar
Zelig Eshhar (Petah Tikva, 25 de fevereiro de 1941 – Tel Yitzhak, 3 de julho de 2025) foi um imunologista israelita, professor emérito do Instituto Weizmann de Ciência.

## Pesquisa médica
Eshhar é conhecido principalmente por seus estudos sobre células T e seu trabalho pioneiro sobre receptores de antígenos quiméricos. Seu trabalho tem sido a base do desenvolvimento de uma imunoterapia contra o câncer, envolvendo modificações genéticas de linfócitos T extraídos de um paciente com câncer para produzir células T do receptor de antígeno quimérico (CAR), que são então injetadas de volta no paciente em um processo chamado transferência de células adotivas, que produziu resultados surpreendentemente bons em ensaios clínicos em meados da década e milhões de dólares de investimento.

## Condecorações selecionadas
- 2014 Prêmio Massry (com Steven Rosenberg e James Patrick Allison).[5]